# Capi di governo della Danimarca
I capi di governo della Danimarca si sono succeduti dal 1676 assumendo nel corso del tempo titoli fra loro diversi:
- Gran cancelliere, dal 1676 al 1730;
- Consigliere privato, dal 1730 al 1848;
- Primo ministro, dal 1848 al 1855;
- Presidente del Consiglio, dal 1855 al 1918;
- Ministro di Stato (Statsminister) dal 1918.

## Lista
La morte durante la carica è segnata con †

### Gran cancellieri (1676–1730)
| Inizio mandato          | Fine mandato            | Ritratto                | Nome (Nascita–morte)                          |
| Cristiano V (1670-1699) | Cristiano V (1670-1699) | Cristiano V (1670-1699) | Cristiano V (1670-1699)                       |
| ----------------------- | ----------------------- | ----------------------- | --------------------------------------------- |
| 1676                    | 1686                    |                         | Frederik Ahlefeldt (1623-1686)                |
| Federico IV (1699-1730) |                         |                         |                                               |
| 26 agosto 1699          | 21 luglio 1708 †        |                         | Conrad von Reventlow (1644–1708)              |
| 1708                    | 1721                    |                         | Christian Christophersen Sehested (1666–1740) |
| 20 giugno 1721          | 17 ottobre 1730         |                         | Ulrik Adolf Holstein (1664–1737)              |

### Consiglieri privati (1730-1848)
| Inizio mandato             | Fine mandato             | Ritratto                 | Nome (Nascita–morte)                            |
| Cristiano VI (1730–1746)   | Cristiano VI (1730–1746) | Cristiano VI (1730–1746) | Cristiano VI (1730–1746)                        |
| -------------------------- | ------------------------ | ------------------------ | ----------------------------------------------- |
| 17 ottobre 1730            | 12 maggio 1735           |                          | Iver Rosenkrantz (1674–1745)                    |
| 12 maggio 1735             | 1746                     |                          | Johan Ludvig Holstein-Ledreborg (1694–1763)     |
| Federico V (1746–1766)     |                          |                          |                                                 |
| 1746                       | 1751                     |                          | Johan Ludvig Holstein-Ledreborg (1694–1763)     |
| 1751                       | 1766                     |                          | Johann Hartwig Ernst von Bernstorff (1712–1772) |
| Cristiano VII (1766–1808)  |                          |                          |                                                 |
| 1766                       | 13 settembre 1770        |                          | Johann Hartwig Ernst von Bernstorff (1712–1772) |
| gennaio 1772               | 1784                     |                          | Ove Høegh-Guldberg (1731–1808)                  |
| 1784                       | 21 giugno 1797 †         |                          | Andreas Peter Bernstorff (1735–1797)            |
| 22 giugno 1797             | 1808                     |                          | Christian Günther von Bernstorff (1769–1835)    |
| Federico VI (1808–1839)    |                          |                          |                                                 |
| 1808                       | 1810                     |                          | Christian Günther von Bernstorff (1769–1835)    |
| 1810                       | 1814                     |                          | Frederik Moltke (1754–1836)                     |
| 1814                       | 1814                     |                          | Fredrik Julius Kaas (1758–1827)                 |
| 1814                       | 24 agosto 1818           |                          | Joachim Godske Moltke (1746–1818)               |
| 1818                       | 1824                     |                          | Ernst Heinrich von Schimmelmann (1747–1831)     |
| 1824                       | 1839                     |                          | Otto Joachim Moltke (1770–1853)                 |
| Cristiano VIII (1839–1848) |                          |                          |                                                 |
| 1839                       | 1842                     |                          | Otto Joachim Moltke (1770–1853)                 |
| 1842                       | 22 marzo 1848            |                          | Poul Christian Stemann (1764–1855)              |

### Primi ministri (1848–1855)
| Nº | Nome (Nascita–morte)                  | Nome (Nascita–morte) | Mandato          | Mandato          | Partito | Governo  | Elezione      | Sovrani      |
| Nº | Nome (Nascita–morte)                  | Nome (Nascita–morte) | Inizio           | Fine             | Partito | Governo  | Elezione      | Sovrani      |
| -- | ------------------------------------- | -------------------- | ---------------- | ---------------- | ------- | -------- | ------------- | ------------ |
| 1  | Adam Wilhelm Moltke (1785–1864)       |                      | 22 marzo 1848    | 16 novembre 1848 | —       | Moltke I | —             | Federico VII |
| 1  | Adam Wilhelm Moltke (1785–1864)       | 16 novembre 1848     | 13 luglio 1851   | Moltke II        | —       | 1849     |               | Federico VII |
| 1  | Adam Wilhelm Moltke (1785–1864)       | 13 luglio 1851       | 18 ottobre 1851  | Moltke III       | —       | —        |               | Federico VII |
| 1  | Adam Wilhelm Moltke (1785–1864)       | 18 ottobre 1851      | 27 January 1852  | Moltke IV        | —       | —        |               | Federico VII |
| 2  | Christian Albrecht Bluhme (1794–1866) |                      | 27 gennaio 1852  | 21 aprile 1853   | —       | Bluhme I | 1852 Feb.1853 | Federico VII |
| 3  | Anders Sandøe Ørsted (1778–1860)      |                      | 21 aprile 1853   | 12 dicembre 1854 | —       | Ørsted   | mag.1853      | Federico VII |
| 4  | Peter Georg Bang (1797–1861)          |                      | 12 dicembre 1854 | 12 ottobre 1855  | —       | Bang     | 1854          | Federico VII |

### Presidenti del Consiglio (1855–1918)
| Nº   | Nome (Nascita–morte)                       | Nome (Nascita–morte)      | Mandato          | Mandato           | Partito                           | Governo               | Elezione                                        | Sovrani                                           |
| Nº   | Nome (Nascita–morte)                       | Nome (Nascita–morte)      | Inizio           | Fine              | Partito                           | Governo               | Elezione                                        | Sovrani                                           |
| ---- | ------------------------------------------ | ------------------------- | ---------------- | ----------------- | --------------------------------- | --------------------- | ----------------------------------------------- | ------------------------------------------------- |
| 4    | Peter Georg Bang (1797–1861)               |                           | 12 ottobre 1855  | 18 ottobre 1856   | —                                 | Bang                  | —                                               | Federico VII (20 gennaio 1848 - 15 novembre 1863) |
| 5    | Carl Christoffer Georg Andræ (1812–1893)   |                           | 18 ottobre 1856  | 13 maggio 1857    | —                                 | Andræ                 | —                                               | Federico VII (20 gennaio 1848 - 15 novembre 1863) |
| 6    | Carl Christian Hall (1812–1888)            |                           | 13 maggio 1857   | 2 dicembre 1859   | Partito Nazionale Liberale        | Hall I                | —                                               | Federico VII (20 gennaio 1848 - 15 novembre 1863) |
| 7    | Carl Edvard Rotwitt (1812–1860)            |                           | 2 dicembre 1859  | 8 febbraio 1860 † | —                                 | Rotwitt               | —                                               | Federico VII (20 gennaio 1848 - 15 novembre 1863) |
| (6)  | Carl Christian Hall (1812–1888)            |                           | 24 febbraio 1860 | 31 dicembre 1863  | Partito Nazionale Liberale        | Hall II               | 1861                                            | Federico VII (20 gennaio 1848 - 15 novembre 1863) |
| (6)  | Carl Christian Hall (1812–1888)            | Cristiano IX (1863–1906)  | 24 febbraio 1860 | 31 dicembre 1863  | Partito Nazionale Liberale        | Hall II               | 1861                                            |                                                   |
| 8    | Ditlev Gothard Monrad (1811–1887)          |                           | 31 dicembre 1863 | 11 luglio 1864    | Partito Liberale Danese           | Monrad                | —                                               |                                                   |
| (2)  | Christian Albrecht Bluhme (1794–1866)      |                           | 11 luglio 1864   | 6 novembre 1865   | —                                 | Bluhme II             | 1864                                            |                                                   |
| 9    | Christian Emil Frijs (1817–1896)           |                           | 6 novembre 1865  | 28 maggio 1870    | —                                 | Frijs                 | giu.1866 Ott.1866 1869                          |                                                   |
| 10   | Ludvig Holstein-Holsteinborg (1815–1892)   |                           | 28 maggio 1870   | 14 luglio 1874    | —                                 | Holstein-Holsteinborg | 1872 1873                                       |                                                   |
| 11   | Christen Andreas Fonnesbech (1817–1880)    |                           | 14 luglio 1874   | 11 giu 1875       | —                                 | Fonnesbech            | —                                               |                                                   |
| 12   | Jacob Brønnum Scavenius Estrup (1825–1913) |                           | 11 giugno 1875   | 7 agosto 1894     | Højre                             | Estrup                | 1876 1879 mag.1881 lug.1881 1884 1887 1890 1892 |                                                   |
| 13   | Tage Reedtz-Thott (1839–1923)              |                           | 7 August 1894    | 23 May 1897       | Højre                             | Reedz-Thott           | 1895                                            |                                                   |
| 14   | Hugo Egmont Hørring (1842–1909)            |                           | 23 maggio 1897   | 27 aprile 1900    | Højre                             | Hørring               | 1898                                            |                                                   |
| 15   | Hannibal Sehested (1842–1924)              |                           | 27 aprile 1900   | 24 luglio 1901    | Højre                             | Sehested              | —                                               |                                                   |
| 16   | Johan Henrik Deuntzer (1845–1918)          |                           | 24 luglio 1901   | 14 gennaio 1905   | Venstre                           | Deuntzer              | 1901 1903                                       |                                                   |
| 17   | Jens Christian Christensen (1856–1930)     |                           | 14 gennaio 1905  | 24 luglio 1908    | Venstre                           | Christensen I         | 1906                                            |                                                   |
| 17   | Jens Christian Christensen (1856–1930)     | Federico VIII (1906–1912) | 14 gennaio 1905  | 24 luglio 1908    | Venstre                           | Christensen I         | 1906                                            |                                                   |
| 17   | Jens Christian Christensen (1856–1930)     | 12 ottobre 1908           | 24 luglio 1908   | Christensen II    | Venstre                           |                       |                                                 |                                                   |
| 18   | Niels Neergaard (1854–1936)                |                           | 12 ottobre 1908  | 16 agosto 1909    | Venstre                           | Neergaard I           | —                                               |                                                   |
| 19   | Ludvig Holstein-Ledreborg (1839–1912)      |                           | 16 agosto 1909   | 28 ottobre 1909   | Venstre                           | Holstein-Ledreborg    | 1909                                            |                                                   |
| 20   | Carl Theodor Zahle (1866–1946)             |                           | 28 ottobre 1909  | 5 luglio 1910     | Partito Liberal Socialista Danese | Zahle I               | —                                               |                                                   |
| 21   | Klaus Berntsen (1844–1927)                 |                           | 5 luglio 1910    | 21 giugno 1913    | Venstre                           | Berntsen              | 1910                                            |                                                   |
| 21   | Klaus Berntsen (1844–1927)                 | Cristiano X (1912–1947)   | 5 luglio 1910    | 21 giugno 1913    | Venstre                           | Berntsen              | 1910                                            |                                                   |
| (20) | Carl Theodor Zahle (1866–1946)             |                           | 21 giugno 1913   | 20 aprile 1918    | Partito Liberal Socialista Danese | Zahle II              | 1913 1915                                       |                                                   |

### Ministri di Stato (1918 – presente)
| Nº   | Nome (Nascita–morte)                    | Nome (Nascita–morte)        | Mandato            | Mandato                      | Partito                                                               | Governo                                                               | Elezione                     | Sovrani                 |
| Nº   | Nome (Nascita–morte)                    | Nome (Nascita–morte)        | Inizio             | Fine                         | Partito                                                               | Governo                                                               | Elezione                     | Sovrani                 |
| ---- | --------------------------------------- | --------------------------- | ------------------ | ---------------------------- | --------------------------------------------------------------------- | --------------------------------------------------------------------- | ---------------------------- | ----------------------- |
| (20) | Carl Theodor Zahle (1866–1946)          |                             | 21 aprile 1918     | 30 marzo 1920                | Partito Liberal Socialista Danese                                     | Zahle II                                                              | 1918                         | Cristiano X (1912–1947) |
| 22   | Otto Liebe (1860–1929)                  |                             | 30 marzo 1920      | 5 aprile 1920                | —                                                                     | Liebe Governo di transizione                                          | —                            | Cristiano X (1912–1947) |
| 23   | Michael Pedersen Friis (1857–1944)      |                             | 5 aprile 1920      | 5 maggio 1920                | —                                                                     | Friis Governo di transizione                                          | —                            | Cristiano X (1912–1947) |
| (18) | Niels Neergaard (1854–1936)             |                             | 5 maggio 1920      | 9 ottobre 1922               | Venstre                                                               | Neergaard II                                                          | apr.1920 lug.1920 set.1920   | Cristiano X (1912–1947) |
| (18) | Niels Neergaard (1854–1936)             | 9 ottobre 1922              | 23 aprile 1924     | Neergaard III                | Venstre                                                               | —                                                                     |                              | Cristiano X (1912–1947) |
| 24   | Thorvald Stauning (1873–1942)           |                             | 23 aprile 1924     | 14 dicembre 1926             | Socialdemocratici                                                     | Stauning I                                                            | 1924                         | Cristiano X (1912–1947) |
| 25   | Thomas Madsen-Mygdal (1876–1943)        |                             | 14 dicembre 1926   | 30 aprile 1929               | Venstre                                                               | Madsen-Mygdal                                                         | 1926                         | Cristiano X (1912–1947) |
| (24) | Thorvald Stauning (1873–1942)           |                             | 30 aprile 1929     | 4 novembre 1935              | Socialdemocratici                                                     | Stauning II                                                           | 1929 1932                    | Cristiano X (1912–1947) |
| (24) | Thorvald Stauning (1873–1942)           | 4 novembre 1935             | 15 settembre 1939  | Stauning III                 | Socialdemocratici                                                     | 1935                                                                  |                              | Cristiano X (1912–1947) |
| (24) | Thorvald Stauning (1873–1942)           | 15 settembre 1939           | 10 aprile 1940     | Stauning IV                  | Socialdemocratici                                                     | 1939                                                                  |                              | Cristiano X (1912–1947) |
| (24) | Thorvald Stauning (1873–1942)           | 10 aprile 1940              | 8 luglio 1940      | Stauning V Governo di Unità  | Socialdemocratici                                                     | —                                                                     |                              | Cristiano X (1912–1947) |
| (24) | Thorvald Stauning (1873–1942)           | 8 luglio 1940               | 3 maggio 1942 †    | Stauning VI Governo di Unità | Socialdemocratici                                                     | —                                                                     |                              | Cristiano X (1912–1947) |
| 26   | Vilhelm Buhl (1881–1954)                |                             | 4 maggio 1942      | 9 novembre 1942              | Socialdemocratici                                                     | Buhl I Governo di Unità                                               | —                            | Cristiano X (1912–1947) |
| 27   | Erik Scavenius (1877–1962)              |                             | 9 novembre 1942    | 29 agosto 1943               | —                                                                     | Scavenius Governo di Unità                                            | 1943                         | Cristiano X (1912–1947) |
| -    | Segretariato permanente                 | Segretariato permanente     | 29 agosto 1943     | 5 maggio 1945                | Nessun governo danese. La carica è assunta dal segretario permanente. | Nessun governo danese. La carica è assunta dal segretario permanente. | 1943                         | Cristiano X (1912–1947) |
| (26) | Vilhelm Buhl (1881–1954)                |                             | 5 maggio 1945      | 7 novembre 1945              | Socialdemocratici                                                     | Buhl II Governo di Unità                                              | 1943                         | Cristiano X (1912–1947) |
| 28   | Knud Kristensen (1880–1962)             |                             | 7 novembre 1945    | 13 novembre 1947             | Venstre                                                               | Kristensen                                                            | 1945                         | Cristiano X (1912–1947) |
| 28   | Knud Kristensen (1880–1962)             | Federico IX (1947–1972)     | 7 novembre 1945    | 13 novembre 1947             | Venstre                                                               | Kristensen                                                            | 1945                         |                         |
| 29   | Hans Hedtoft (1903–1955)                |                             | 13 novembre 1947   | 30 ottobre 1950              | Socialdemocratici                                                     | Hedtoft I                                                             | 1947                         |                         |
| 30   | Erik Eriksen (1902–1972)                |                             | 30 ottobre 1950    | 30 settembre 1953            | Venstre                                                               | Eriksen                                                               | 1950 apr.1953                |                         |
| (29) | Hans Hedtoft (1903–1955)                |                             | 30 settembre 1953  | 29 gennaio 1955 †            | Socialdemocratici                                                     | Hedtoft II                                                            | set.1953                     |                         |
| 31   | Hans Christian Svane Hansen (1906–1960) |                             | 1º febbraio 1955   | 28 maggio 1957               | Socialdemocratici                                                     | Hansen I                                                              | —                            |                         |
| 31   | Hans Christian Svane Hansen (1906–1960) | 28 maggio 1957              | 19 febbraio 1960 † | Hansen II                    | Socialdemocratici                                                     | 1957                                                                  |                              |                         |
| 32   | Viggo Kampmann (1910–1976)              |                             | 21 febbraio 1960   | 18 novembre 1960             | Socialdemocratici                                                     | Kampmann I                                                            | —                            |                         |
| 32   | Viggo Kampmann (1910–1976)              | 18 novembre 1960            | 3 settembre 1962   | Kampmann II                  | Socialdemocratici                                                     | 1960                                                                  |                              |                         |
| 33   | Jens Otto Krag (1914–1978)              |                             | 3 settembre 1962   | 29 settembre 1964            | Socialdemocratici                                                     | Krag I                                                                | —                            |                         |
| 33   | Jens Otto Krag (1914–1978)              | 29 settembre 1964           | 2 febbraio 1968    | Krag II                      | Socialdemocratici                                                     | 1964                                                                  |                              |                         |
| 34   | Hilmar Baunsgaard (1920–1989)           |                             | 2 February 1968    | 11 October 1971              | Partito Liberal Socialista Danese                                     | Baunsgard                                                             | 1968                         |                         |
| (33) | Jens Otto Krag (1914–1978)              |                             | 11 ottobre 1971    | 5 ottobre 1972               | Socialdemocratici                                                     | Krag III                                                              | 1971                         |                         |
| (33) | Jens Otto Krag (1914–1978)              | Margherita II (1972 – 2024) | 11 ottobre 1971    | 5 ottobre 1972               | Socialdemocratici                                                     | Krag III                                                              | 1971                         |                         |
| 35   | Anker Jørgensen (1922–2016)             |                             | 5 ottobre 1972     | 19 dicembre 1973             | Socialdemocratici                                                     | Jørgensen I                                                           | —                            |                         |
| 36   | Poul Hartling (1914–2000)               |                             | 17 dicembre 1973   | 13 febbraio 1975             | Venstre                                                               | Hartling                                                              | 1973                         |                         |
| (35) | Anker Jørgensen (1922–2016)             |                             | 13 febbraio 1975   | 30 agosto 1978               | Socialdemocratici                                                     | Jørgensen II                                                          | 1975                         |                         |
| (35) | Anker Jørgensen (1922–2016)             | 30 agosto 1978              | 26 ottobre 1979    | Jørgensen III                | Socialdemocratici                                                     | 1977                                                                  |                              |                         |
| (35) | Anker Jørgensen (1922–2016)             | 26 ottobre 1979             | 30 dicembre 1981   | Jørgensen IV                 | Socialdemocratici                                                     | 1979                                                                  |                              |                         |
| (35) | Anker Jørgensen (1922–2016)             | 30 dicembre 1981            | 10 settembre 1982  | Jørgensen V                  | Socialdemocratici                                                     | 1981                                                                  |                              |                         |
| 37   | Poul Schlüter (1929–2021)               |                             | 10 settembre 1982  | 10 settembre 1987            | Partito Popolare Conservatore                                         | Schlüter I                                                            | 1984                         |                         |
| 37   | Poul Schlüter (1929–2021)               | 10 settembre 1987           | 3 giugno 1988      | Schlüter II                  | Partito Popolare Conservatore                                         | 1987                                                                  |                              |                         |
| 37   | Poul Schlüter (1929–2021)               | 3 giugno 1988               | 18 dicembre 1990   | Schlüter III                 | Partito Popolare Conservatore                                         | 1988                                                                  |                              |                         |
| 37   | Poul Schlüter (1929–2021)               | 18 dicembre 1990            | 25 gennaio 1993    | Schlüter IV                  | Partito Popolare Conservatore                                         | 1990                                                                  |                              |                         |
| 38   | Poul Nyrup Rasmussen (1943– )           |                             | 25 gennaio 1993    | 27 settembre 1994            | Socialdemocratici                                                     | P. N. Rasmussen I                                                     | —                            |                         |
| 38   | Poul Nyrup Rasmussen (1943– )           | 27 settembre 1994           | 30 dicembre 1996   | P. N. Rasmussen II           | Socialdemocratici                                                     | 1994                                                                  |                              |                         |
| 38   | Poul Nyrup Rasmussen (1943– )           | 30 dicembre 1996            | 23 marzo 1998      | P. N. Rasmussen III          | Socialdemocratici                                                     | —                                                                     |                              |                         |
| 38   | Poul Nyrup Rasmussen (1943– )           | 23 marzo 1998               | 27 novembre 2001   | P. N. Rasmussen IV           | Socialdemocratici                                                     | 1998                                                                  |                              |                         |
| 39   | Anders Fogh Rasmussen (1953– )          |                             | 27 novembre 2001   | 18 febbraio 2005             | Venstre                                                               | A. F. Rasmussen I                                                     | 2001                         |                         |
| 39   | Anders Fogh Rasmussen (1953– )          | 18 febbraio 2005            | 23 novembre 2007   | A. F. Rasmussen II           | Venstre                                                               | 2005                                                                  |                              |                         |
| 39   | Anders Fogh Rasmussen (1953– )          | 23 novembre 2007            | 5 aprile 2009      | A. F. Rasmussen III          | Venstre                                                               | 2007                                                                  |                              |                         |
| 40   | Lars Løkke Rasmussen (1964– )           |                             | 5 aprile 2009      | 3 ottobre 2011               | Venstre                                                               | 2007                                                                  | Løkke Rasmussen I            |                         |
| 41   | Helle Thorning-Schmidt (1966– )         |                             | 3 ottobre 2011     | 3 febbraio 2014              | Socialdemocratici                                                     | Thorning-Schmidt I                                                    | 2011                         |                         |
| 41   | Helle Thorning-Schmidt (1966– )         | 3 febbraio 2014             | 28 giugno 2015     | Thorning-Schmidt II          | Socialdemocratici                                                     |                                                                       | 2011                         |                         |
| (40) | Lars Løkke Rasmussen (1964– )           |                             | 28 giugno 2015     | 28 novembre 2016             | Venstre                                                               | Løkke Rasmussen II                                                    | 2015                         |                         |
| (40) | Lars Løkke Rasmussen (1964– )           | 28 novembre 2016            | 27 giugno 2019     | Løkke Rasmussen III          | Venstre                                                               |                                                                       | 2015                         |                         |
| 42   | Mette Frederiksen (1977– )              |                             | 27 giugno 2019     | 15 dicembre 2022             | Socialdemocratici                                                     | Frederiksen I                                                         | 2019                         |                         |
| 42   | Mette Frederiksen (1977– )              | 15 dicembre 2022            | in carica          | Frederiksen II               | Socialdemocratici                                                     | 2022                                                                  |                              |                         |
| 42   | Mette Frederiksen (1977– )              | 15 dicembre 2022            | in carica          | Frederiksen II               | Socialdemocratici                                                     | 2022                                                                  | Federico X (2024 - presente) |                         |